# Сара Ґлейзер
Сара Ґлейзер (англ. Sarah Glaser, 18 листопада 1961) — американська яхтсменка.
Срібна призерка Олімпійських Ігор 2000 року в класі 470.